# Powiat tatrzański
Powiat tatrzański – powiat w Polsce (województwo małopolskie), utworzony w 1999 roku w ramach reformy administracyjnej. Jego siedzibą jest miasto Zakopane. Jest to jedyny powiat w Polsce, który sąsiaduje tylko z jednym powiatem.
W skład powiatu wchodzą:
- gminy miejskie: Zakopane
- gminy wiejskie: Biały Dunajec, Bukowina Tatrzańska, Kościelisko, Poronin
- miasta: Zakopane

Według danych z 31 grudnia 2019 roku powiat zamieszkiwały 68 072 osoby. Natomiast według danych z 30 czerwca 2020 roku powiat zamieszkiwało 68 120 osób.

## Podział administracyjny
| Gmina                     | Rodzaj gminy | Powierzchnia (km²) | Ludność (2006) | Siedziba            |
| ------------------------- | ------------ | ------------------ | -------------- | ------------------- |
| Zakopane                  | miejska      | 84.0               | 27,486         |                     |
| Gmina Bukowina Tatrzańska | wiejska      | 131.8              | 12,386         | Bukowina Tatrzańska |
| Gmina Poronin             | wiejska      | 83.6               | 10,706         | Poronin             |
| Gmina Kościelisko         | wiejska      | 136.4              | 8,035          | Kościelisko         |
| Gmina Biały Dunajec       | wiejska      | 35.5               | 6,780          | Biały Dunajec       |

## Demografia

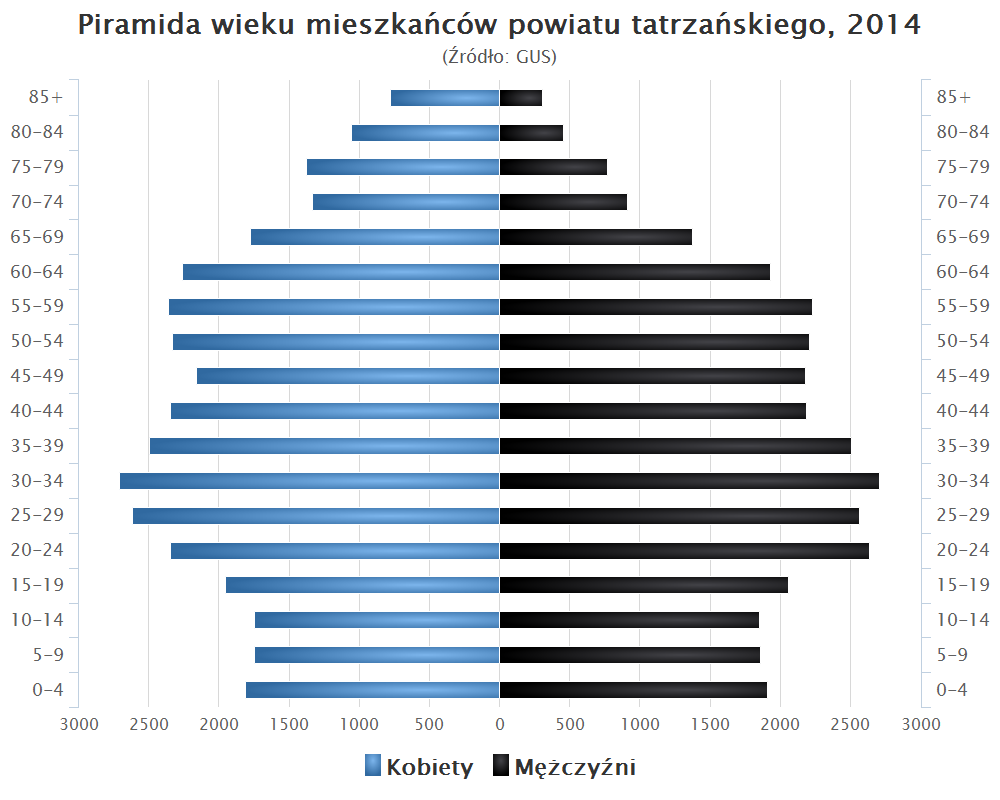
Piramida wieku mieszkańców powiatu tatrzańskiego w 2014 roku

Liczba ludności (dane z 30 czerwca 2005):
|        | Ogółem | Ogółem | Kobiety | Kobiety | Mężczyźni | Mężczyźni |
| osób   | %      | osób   | %       | osób    | %         |           |
| ------ | ------ | ------ | ------- | ------- | --------- | --------- |
| Ogółem | 65 362 | 100    | 34 100  | 52,17   | 31 262    | 47,83     |
| Miasto | 27 647 | 42,30  | 15 005  | 22,96   | 12 642    | 19,34     |
| Wieś   | 37 715 | 57,70  | 19 095  | 29,21   | 18 620    | 28,49     |

▶Wieś vs ▶miasto
Ogółem (▶k, ▶m)
Miasto (▶k, ▶m)
Wieś (▶k, ▶m)

## Religia
- Kościół rzymskokatolicki – 30 parafii
- Buddyzm
  - Buddyjski Związek Diamentowej Drogi Linii Karma Kagyu (1 placówka)
- Prawosławie
  - punkt duszpasterski w Zakopanem (podlega parafii w Krakowie)
- Protestantyzm
  - Kościół Adwentystów Dnia Siódmego – zbór
  - Kościół Zielonoświątkowy w RP – zbór
- Świadkowie Jehowy – zbór[6][7].

## Sąsiednie powiaty
- powiat nowotarski